# Wolfgang Köhler
Wolfgang Köhler (ur. 21 stycznia 1887 w Revalu, zm. 11 czerwca 1967 w Enfield, New Hampshire) – niemiecki psycholog, jeden z twórców, obok Maxa Wertheimera i Kurta Koffki, psychologii postaci i teorii Gestalt.
W 1913 roku badając małpy na Teneryfie odkrył zjawisko wglądu. Odkrycie to dało mu podstawę do krytyki teorii uczenia się metodą prób i błędów Thorndike'a.

## Prace
- Intelligenzprüfungen an Anthropoiden. 1917[3]
- Die physischen Gestalten in Ruhe und im stationären Zustand. Eine naturphilosophische Untersuchung. 1920[4]
- Intelligenzprüfungen an Menschenaffen[5]. Berlin, Springer 1921
- Gestalt Psychology[6] 1929
  - tłum. ang. Psychologische Probleme. 1933
- The place of value in a world of facts[7]. 1938
  - tłum. ang. Werte und Tatsachen. 1968
- The task of Gestalt Psychology[8]. 1969
  - Die Aufgaben der Gestaltpsychologie[9]. 1971